# Hecheng
Der Stadtbezirk Hecheng (chinesisch 鹤城区, Pinyin Hèchéng Qū) ist ein Stadtbezirk im Westen der chinesischen Provinz Hunan. Er gehört zum Verwaltungsgebiet der bezirksfreien Stadt Huaihua und ist Zentrum und Sitz der Stadtregierung von Huaihua. Der Stadtbezirk wurde im Jahr 1997 mit der Erhebung Huaihuas zur bezirksfreien Stadt neu gegründet. Er hat eine Fläche von 728,8 km² und zählt 712.584 Einwohner (Volkszählung 2020). Er liegt am Mittellauf des Flusses Yuan Shui (沅水).

## Administrative Gliederung
Auf Gemeindeebene setzt sich der Stadtbezirk aus fünf Straßenvierteln, zwei Großgemeinden und sechs Gemeinden zusammen. 　　